# Peter Bürger
Peter Bürger (ur. 6 grudnia 1936 w Hamburgu, zm. 11 sierpnia 2017)) – niemiecki krytyk literacki, teoretyk sztuki. 

## Życiorys
Peter Bürger ukończył studia na uniwersytecie w Monachium, natomiast pracę habilitacyjną obronił na uniwersytecie w Erlangen-Nürnberg. W latach 1971–1998 pracował w Bremie na wydziale wiedzy o literaturze (Literaturwissenschaft). Od lat 90. zajmuje się przede wszystkim relacjami między modernizmem a postmodernizmem (książki Das Verschwinden des Subjekts oraz Alternde Moderne. Schriften zur bildenden Kunst wydane w 2001 roku). W 1998 roku przeszedł na emeryturę. Wydana w 1976 roku Teoria awangardy przyniosła mu międzynarodową sławę i ugruntowała pozycję jednego z najważniejszych teoretyków sztuki. 

## Teoria awangardy
W tej wydanej w 1976 roku pracy (polskie tłumaczenie Jadwigi Kuty-Huber w 2005) Bürger stara się stworzyć taki model teorii estetycznej, który byłby wartościowy rozważając historyczny rozwój swojego przedmiotu. Chodzi mu przede wszystkim o włączenie do myślenia o sztuce przekonania o historycznej zmienności materiału badawczego. Opiera się w niej głównie na dziełach niemieckich filozofów wyrastających z tradycji heglowskiej: Karola Marksa, Waltera Benjamina, Jürgena Habermasa i Theodora Adorno. Zaproponowana przez Bürgera teoria sztuki ma przede wszystkim wymiar krytyczny, tzn. uwzględnia społeczne motywacje oraz kontekst sztuki. 
Jego zdaniem awangarda – jako pewna formacja artystyczna oraz sposób pojmowania samej sztuki – jest wynikiem pojawienia się burżuazyjnej samokrytyki, która pozwoliła na zrozumienie współczesności jako pewnego momentu we wciąż rozwijającej się historii, a nie jako punktu jej dojścia (status quo). Analogicznie do tego, dopiero kiedy sztuce uda się dokonać samokrytyki, obiektywizuje ona swój przedmiot i jest również w stanie krytycznie rozumieć własną historię. Samokrytyka sztuki różni się od obecnej już wcześniej „krytyki immanentnej” (tutaj jako przykład Bürger podaje np. spór o Cyda we Francji) przekraczając instytucjonalne ramy. Dyskutowane nie są już tylko same style, rozwiązania formalne i idee, ale także instytucja sztuki jako taka. 
Drugim warunkiem awangardy było oddzielenie sztuki od funkcji użytkowej. Pierwszy krok w tym kierunku został poczyniony już w epoce Renesansu, kiedy to anonimowy rzemieślnik stał się znanym z imienia i nazwiska artystą, a dzieło znalazło swoje miejsce poza przestrzeniami sakralnymi (m.in. w płacach bogatych marszandów). Drugim krokiem w tym kierunku były przemiany zachodzące pod koniec XIX wieku, kiedy zanegowany został związek sztuki ze społeczeństwem (idea l'art pour l'art). Naczelną ideą estetyzmu było zniesienia podziału na treść i formę, czyli na temat (o czym się mówi) i sposób przedstawiania (jak się mówi). Sztuka końca wieku zaczęła bowiem komentować siebie samą: swój własny autonomiczny status. Estetyzm jest ostatnim stadium sztuki mieszczańskiej i zarazem na prawach dialektyki początkiem swojej negacji. 
Kluczowym pojęciem w dyskusji nad awangardą jest pojęcie autonomii sztuki i, jak wskazuje autor, dotychczasowe próby jego konceptualizacji były niezadowalające. Zdaniem Bürgera sztuka mieszczańska, będąca przedmiotem krytyki i naturalnym wrogiem awangardzistów, fałszywie próbuje oddalić od siebie faktyczność życia społecznego. Awangarda atakuje przede wszystkim owo oderwanie od praktyki życiowej oraz związany z tym kult indywidualizmu. Gdy w 1913 roku Duchamp wysyła na wystawę swoje prace (m.in. słynny urynał), sygnuje je jako produkty seryjne, manifestując jednocześnie „utowarowienie” jako duch swojej epoki.

## Język awangardy
W sztuce awangardowej pozycja dzieła zostaje w radykalny sposób przewartościowana. Bürger nie stara się jednak formułować radykalnych tez o „końcu dzieła sztuki”. Pokazuje przede wszystkim, jak pewne zabiegi i prowokacje awangardzistów wciąż nawiązywały do tradycyjnych definicji: ready mades Duchampa mają sens tylko w odniesieniu do kategorii dzieła sztuki. Ponadto atak Duchampa, Cage’a i innych artystów awangardowych nie zakończył się pełnym sukcesem i sztuka nie została przeniesiona do praktyki życiowej – wciąż funkcjonuje w ramach pewnej instytucji. Rzeczywistym skutkiem ruchu było natomiast poszerzenie rozumienia sztuki jako takiej. 
W powszechnie panującym mniemaniu drugą cechą szczególną dla awangardy jest pojmowanie dążenia do nowości jako podstawowego impulsu artystycznego. Jak pokazuje Bürger, każda dotychczasowa praktyka artystyczna stawiała sobie za cel stworzenie czegoś nowego: dworski poeta zawsze pisać chciał nowe pieśni wprawiając tym w zachwyt wybranki swego serca, nowości poszukuje teatralny (i filmowy) widz, który chce zostać oszukany i zadziwiony przez fabułę, rosyjscy formaliści myśleli nad nowymi formami, które, zanim zamarły w postaci wyświechtanych konwencji, mogłyby jeszcze zaskakiwać odbiorcę. W oparciu o Teorię estetyczną Adorna Bürger pisze, że nowość u awangardzistów polega na przełamaniu, a nie kontynuacji tradycji (taka nowość byłaby sprzymierzeńcem kapitalistycznej nowości rynkowej). Kategoria nowości, która po pierwsze związana jest z logiką kapitalizmu, po drugie z historycznym następstwem, okazuje się niewystarczająca – w tym momencie chodzi przede wszystkim o załamanie tradycji. Kategoria ta prawie w ogóle nie nadaje się do opisu dzieł awangardowych; i to nie tylko dlatego, że jest zbyt ogólna i nieokreślona, lecz przede wszystkim dlatego, że nie pozwala na dokonanie rozróżnienia między innowacją modną (dowolną) a historycznie konieczną.
Kolejnym terminem wymagającym rewizji jest przypadkowość, która, w głównej mierze przez dadaistów i surrealistów, uznawana była za naczelną zasadę sztuki, wolną od jakiejkolwiek ideologii. Ta jednak nigdy nie była ideą czystą, wolną od innego ideologicznego uwarunkowania, bowiem przypadek również można produkować. W przypadku surrealistów apologia przypadku niebezpiecznie zamieniała się w anarchistyczny gest odrzucenia jakiejkolwiek organizacji społecznej. 
Burger w zamian proponuje rozumienie awangardowego dzieła sztuki jako alegorii w benjaminowskim duchu, którą autor Pasaży rozumiał jako element wyrwany ze swojego życiowego kontekstu, pozbawiony swoich pierwotnych funkcji, następnie umieszczony w sąsiedztwie innych fragmentów nadających mu zupełnie nowy i niezależny sens. Teoria ta pozwala oddzielić od siebie aspekty twórczo-estetyczne od aspektów recepcyjno-estetycznych oraz jednocześnie pomyśleć je jako jedność. Fragmentaryzacja prowadzi do radykalnie innego sposobu pojmowania dzieła, nie w kategoriach natury (jak chciał Kant), a materiałów – elementów, które nie muszą tworzyć totalnej całości. 
Bürger zauważa, że awangardzie atak na autonomię dzieła i artysty nie udał się w pełni. Artysta i dzieło nie zostały zepchnięte z piedestału podstawowych kategorii estetycznych. Lekcja awangardy pozwoliła jednak zobaczyć w sztuce również pewną instytucję. Pozwoliła ona także na otwarcie galerii i muzeum na radykalnie odmienne wytwory: np. na tzw. objet trouvé (przedmioty znalezione), które nie pełnią funkcji antysztuki, a są raczej dziełem autonomicznym, demokratycznie współegzystującym obok wielu innych. Teoria awangardy nie jest tylko teorią pewnego nurtu w sztuce, ale także teorią samej estetyki, gdyż głównym osiągnięciem takich twórców jak Duchamp było równouprawnienie różnych stylów i form, z których żaden nie może sobie uzurpować prawa do obowiązywania jako styl najbardziej zaawansowany.